# Eugène Buland
Pour les articles homonymes, voir Buland.
Jean-Eugène Buland, né le 26 octobre 1852 à Paris et mort le 18 mars 1926 à Charly (Aisne), est un peintre français.
Il est le frère du graveur Jean-Émile Buland (1857-1938).

## Biographie
Fils de graveur, Jean Marie Buland (1825-1895), et d'une mère luxembourgeoise, Suzanne Wagener, Eugène Buland entre à École des beaux-arts de Paris dans l'atelier d'Alexandre Cabanel. Il débute par des peintures symbolistes figurant des scènes antiques, puis rapidement il se tourne vers la représentation de scènes de la vie quotidienne.
S'inscrivant dans le courant réaliste naturaliste qui marque, de Courbet à Millet, la seconde moitié du XIXe siècle, Buland peint des scènes à caractère social ou politique. Par la rigueur et la minutie de sa technique picturale, il est considéré comme un précurseur de l'hyperréalisme.
Eugène Buland bénéficie de commandes publiques au bénéfice de grandes institutions, comme le musée du Luxembourg à Paris et divers musées de province.
Il expose au Salon des artistes français dès 1873 et obtient le second grand prix de Rome en 1878 et 1879. Sa participation au Salon est récompensée à plusieurs reprises : après une mention honorable au Salon de 1879, il reçoit une 3e médaille en 1884, puis une 2e médaille en 1887.
Eugène Buland épouse Pauline Carpentier le 27 mai 1884 à Maisons-Lafittes. Ils ont un fils.
En 1889, il peint plusieurs panneaux du salon des Sciences à l'hôtel de ville de Paris et est honoré d'une médaille d'argent à l'Exposition universelle de 1889.
En 1894, il est décoré de la Légion d'honneur. Entre 1894 et 1897, il décore le plafond de l'hôtel de ville de Château-Thierry.
A l'Exposition universelle de 1900, il reçoit une médaille d'or.
De 1901 à 1908, il expose régulièrement au salon de la Société des artistes français.
Sa femme meurt en 1915, lui, en 1926.

## Collections publiques
Allemagne
- Berlin, coll. part. : Flagrant délit, 1893

France
Le musée des beaux-arts de Carcassonne lui consacra une rétrospective du 19 octobre 2007 au 19 janvier 2008 et édita pour cette occasion un catalogue. Cette exposition a été réalisée en relation avec le musée des beaux-arts de Chartres, le musée de l'Ardenne de Charleville-Mézières et le musée des beaux-arts de Quimper (30 octobre 2008 - 1er février 2009; commissaire André Cariou).
- Bordeaux, musée des Beaux-Arts : Les Héritiers, 1887, huile sur toile[7].
- Caen, musée des Beaux-Arts : La Restitution à la Vierge le lendemain du mariage, 1885, huile sur toile[8].
- Carcassonne, musée des Beaux-Arts : Mariage Innocent, 1884, huile sur toile.
- Charly-sur-Marne, mairie : Portrait de Louis-Émile Morlot, huile sur toile.
- Charly-sur-Marne, propriété de la mairie, exposé dans l'église Saint-Martin après restitution à la suite d'un vol : Le Christ chez Marthe et Marie, 1882, huile sur toile.
- Château-Thierry, hôtel de ville : plafonds.
- Château-Thierry, musée Jean-de-La-Fontaine : Le Repas du jardinier, 1899, huile sur toile[9].
- Douai, musée de la Chartreuse : Les Fiancés, 1881, huile sur toile.
- Le Havre, musée d'art moderne André-Malraux : Offrande à la Vierge, 1879, huile sur toile.
- Paris, musée d'Orsay :
  - Propagande, 1889, huile sur toile[10] ;
  - Auguste au tombeau d'Alexandre, huile sur toile.
- Pierrelaye, hôtel de ville : Conseil municipal et commission de Pierrelaye organisant la fête, 1891, huile sur toile.
- Quimper, musée des Beaux-Arts :
  - Bretons en prière, 1898, huile sur toile
- Troyes, musée des Beaux-Arts : Devant les reliques, 1897, crayon noir sur papier[11].

Suède
- Stockholm, Nationalmuseum : Un patron (1888), huile sur toile.

Taïwan
- Tainan, Chi Mei Museum : Un jour d'audience, 1895, huile sur toile.

## Galerie

Œuvres d'Eugène Buland
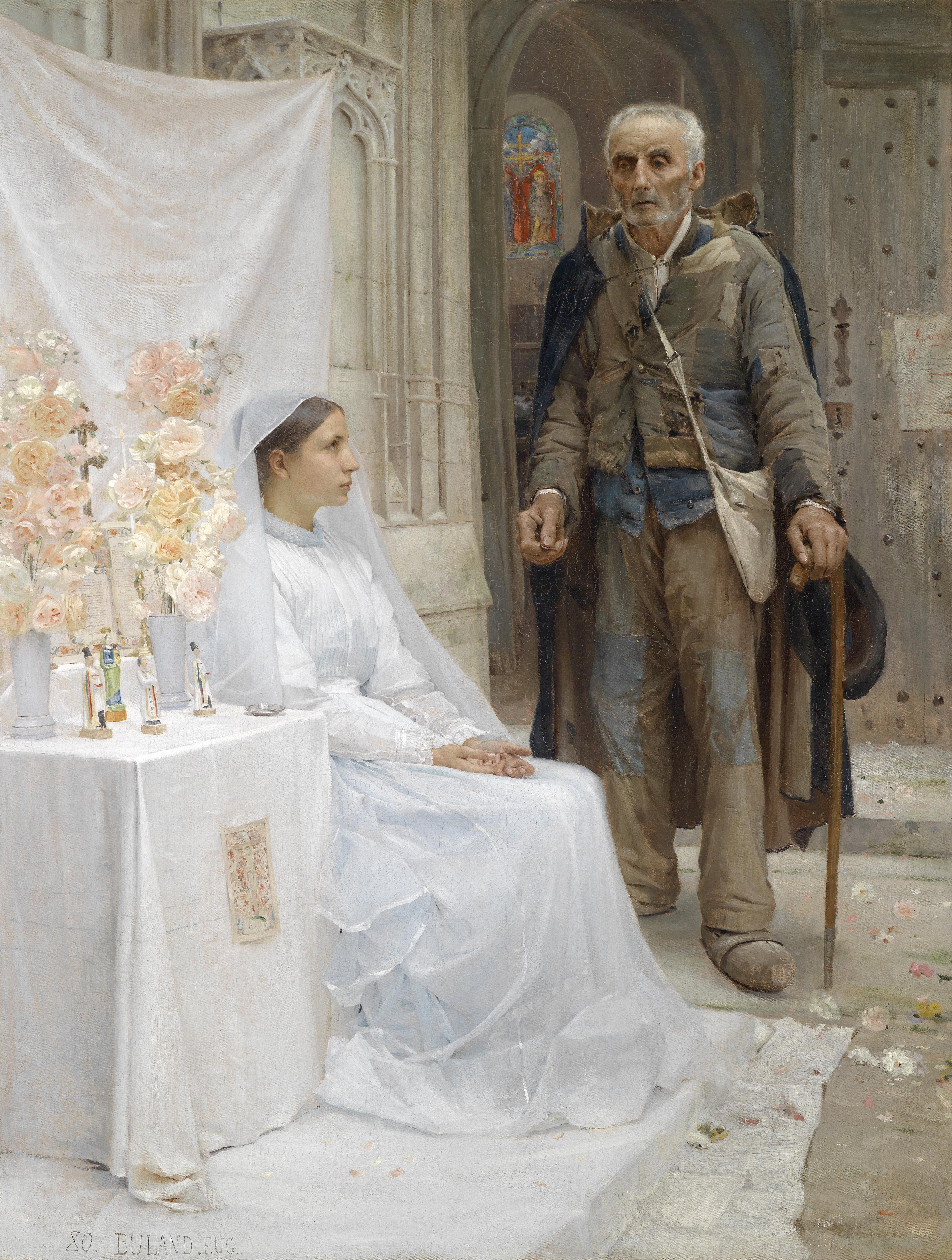
L'Aumône d'un mendiant (1880), localisation inconnue.
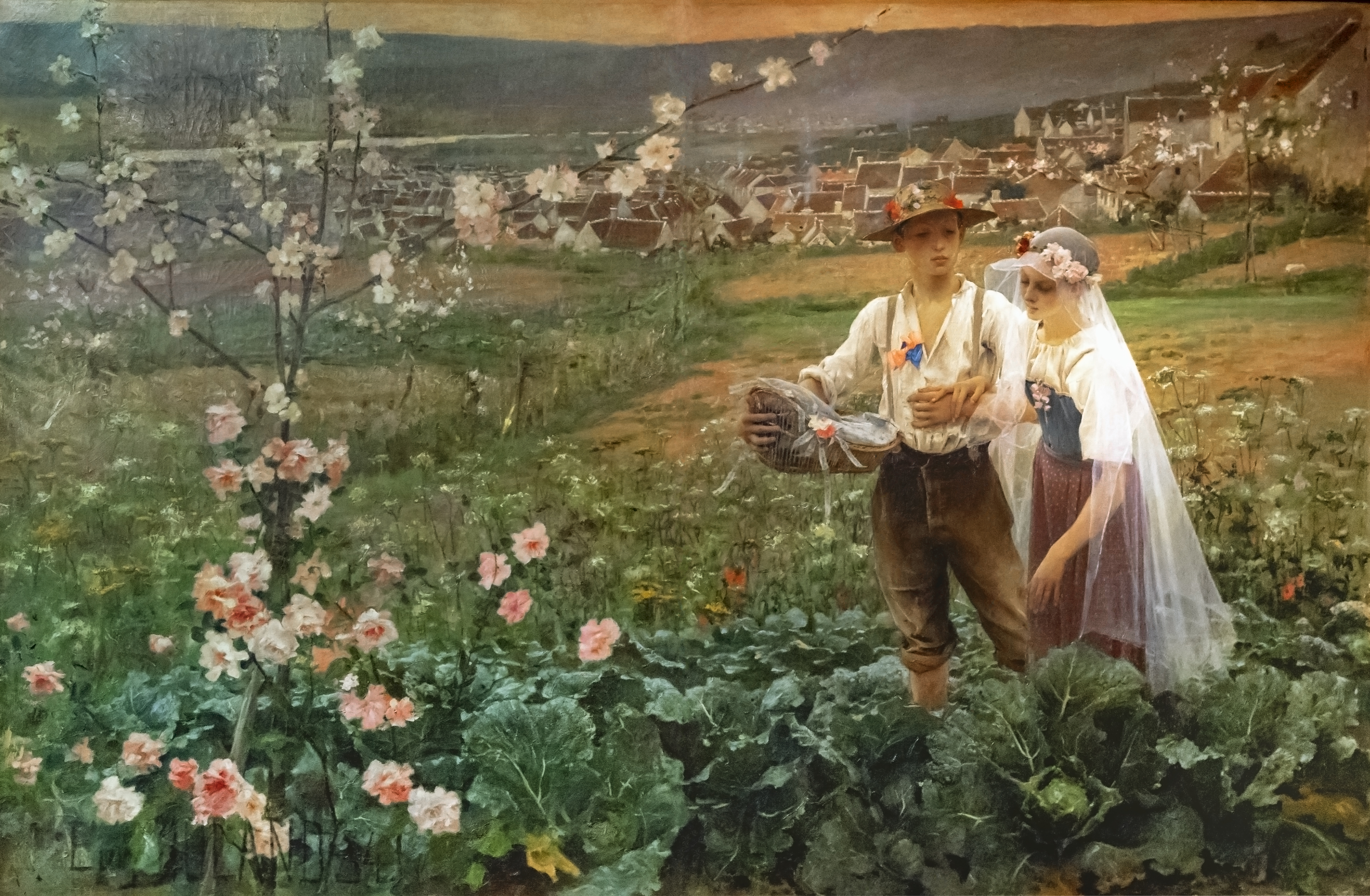
Mariage innocent (1884), musée des Beaux-Arts de Carcassonne.
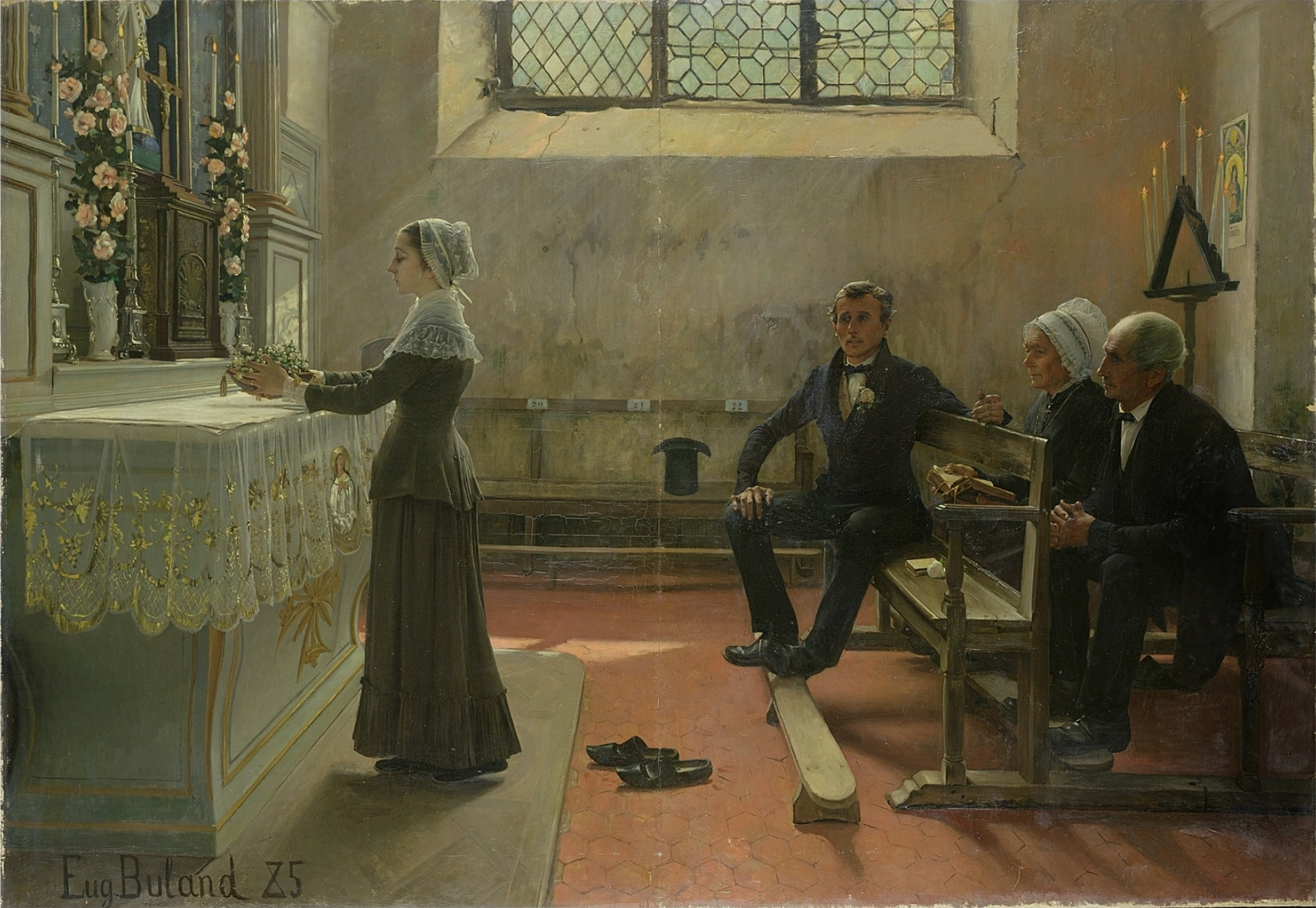
La Restitution à la Vierge le lendemain du mariage (1885), musée des beaux-arts de Caen.
Un patron (1888), Stockholm, Nationalmuseum.
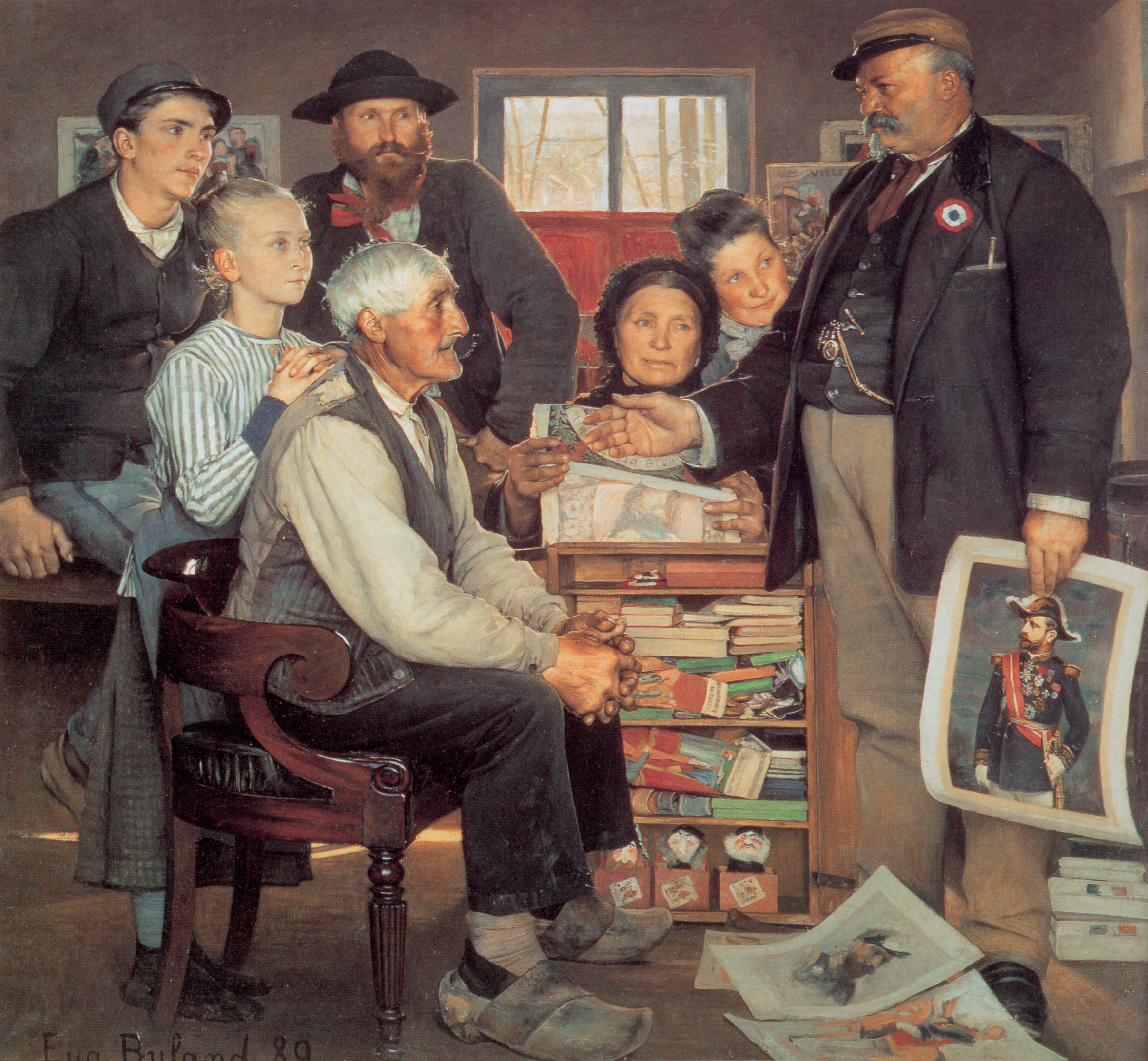
Propagande (1889), Paris, musée d'Orsay.
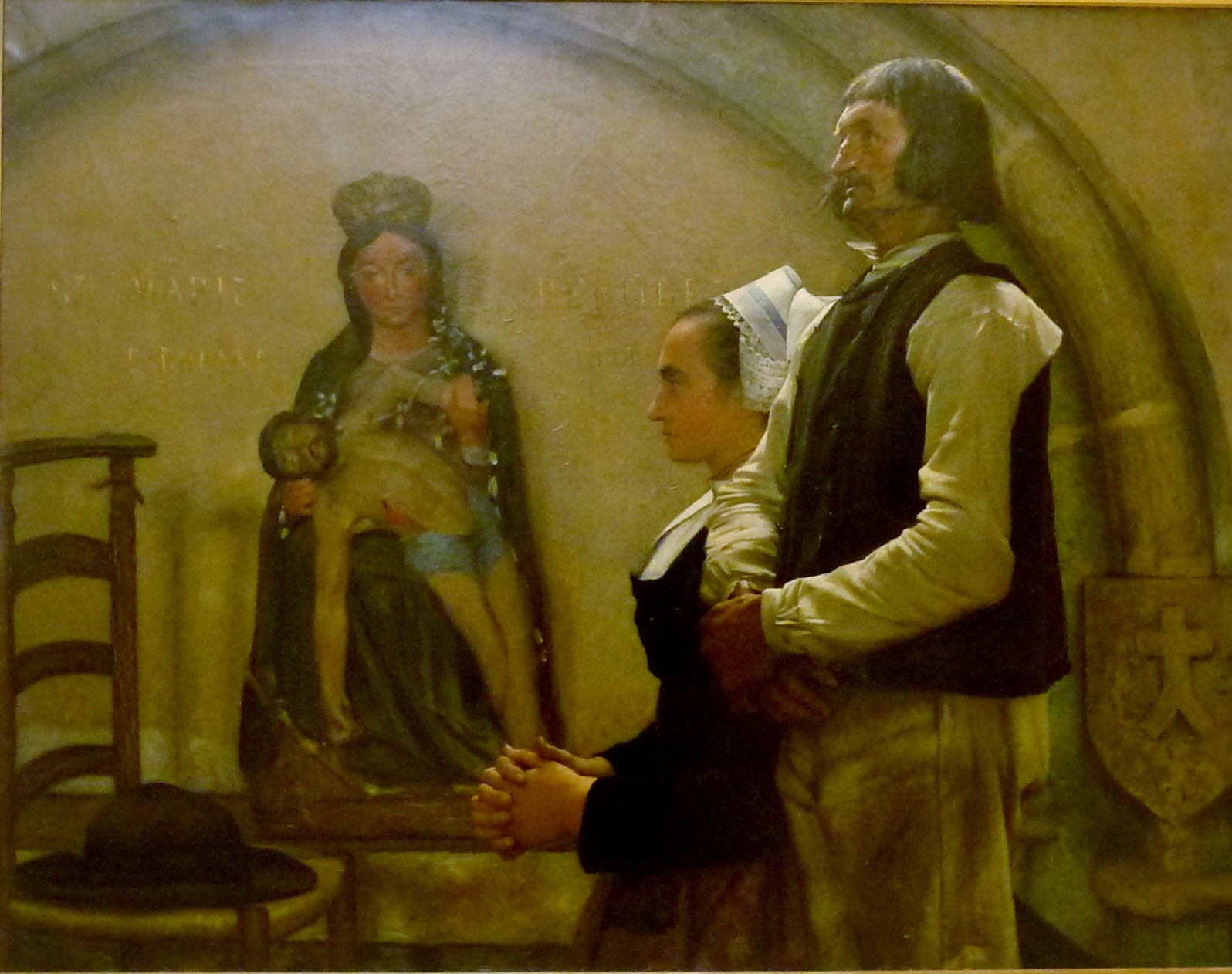
Visite à la Vierge de Bénodet (1898), musée des beaux-arts de Quimper.
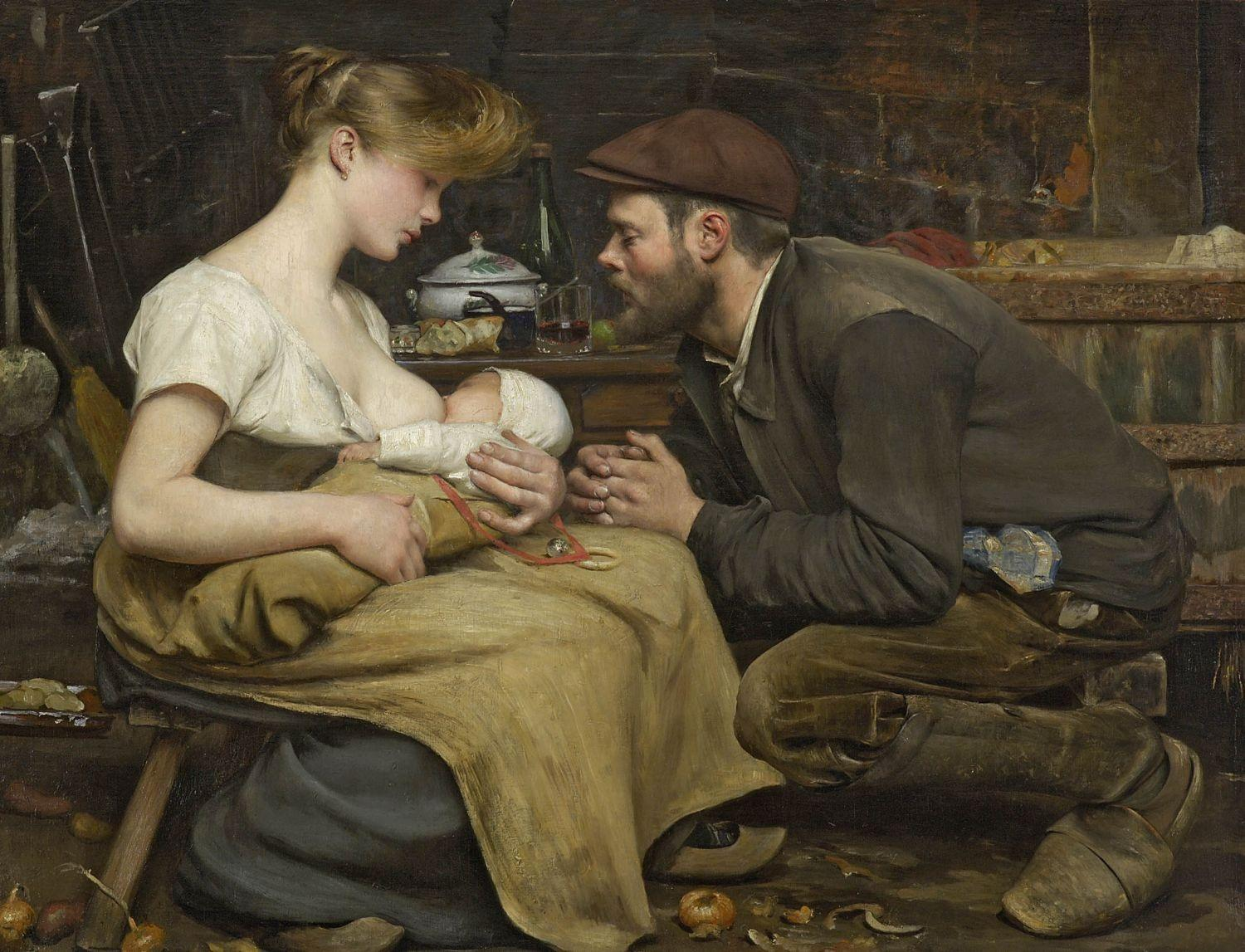
Le Bonheur des parents (1903), Neumeister Münchner Kunstauktionshaus.
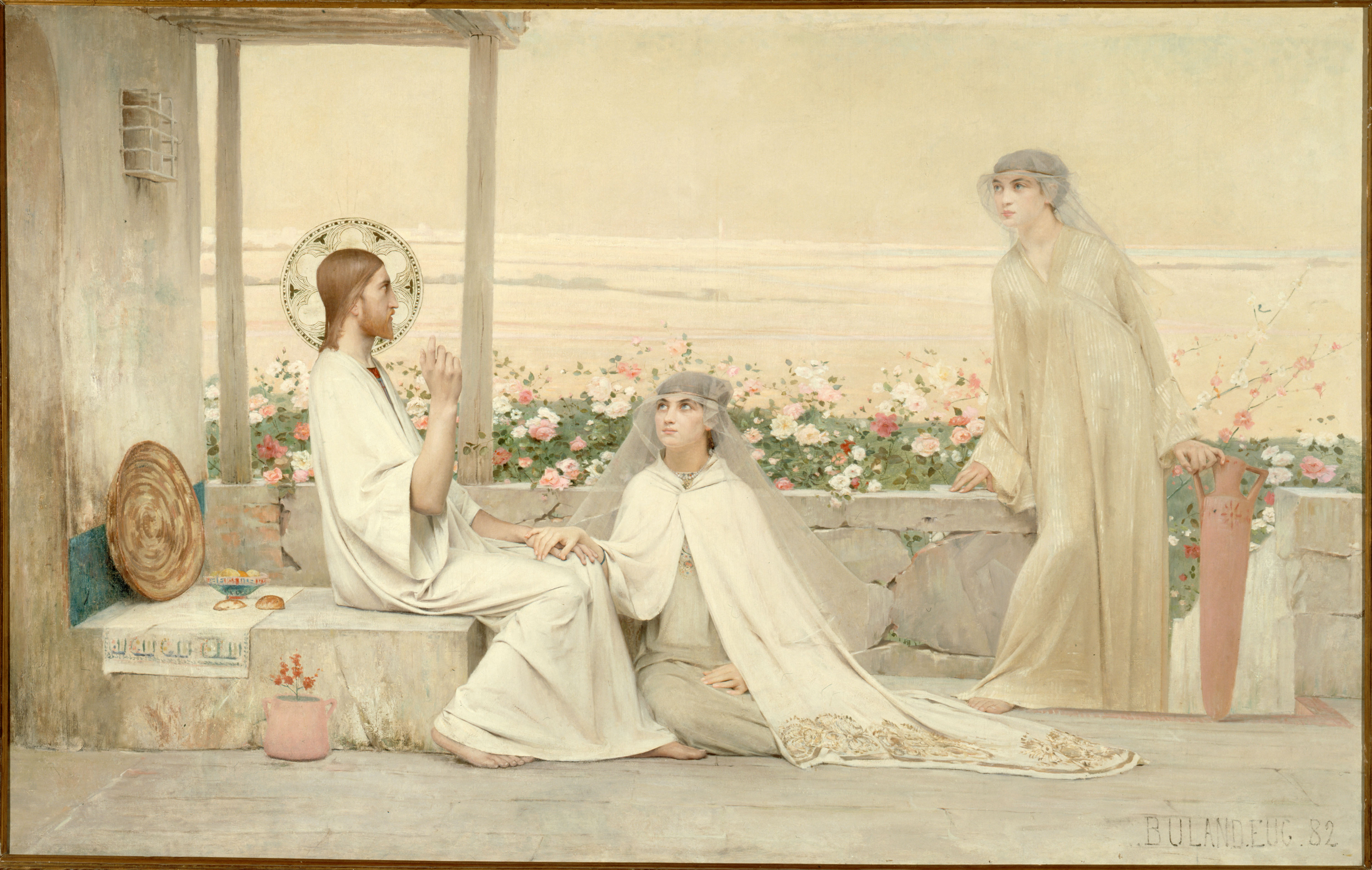
Le Christ chez Marthe et Marie (1882), Charly-Sur-Marne, propriété de la Mairie de Charly-Sur-Marne, exposé dans l'Église Saint-Martin après restitution à la suite d'un vol.
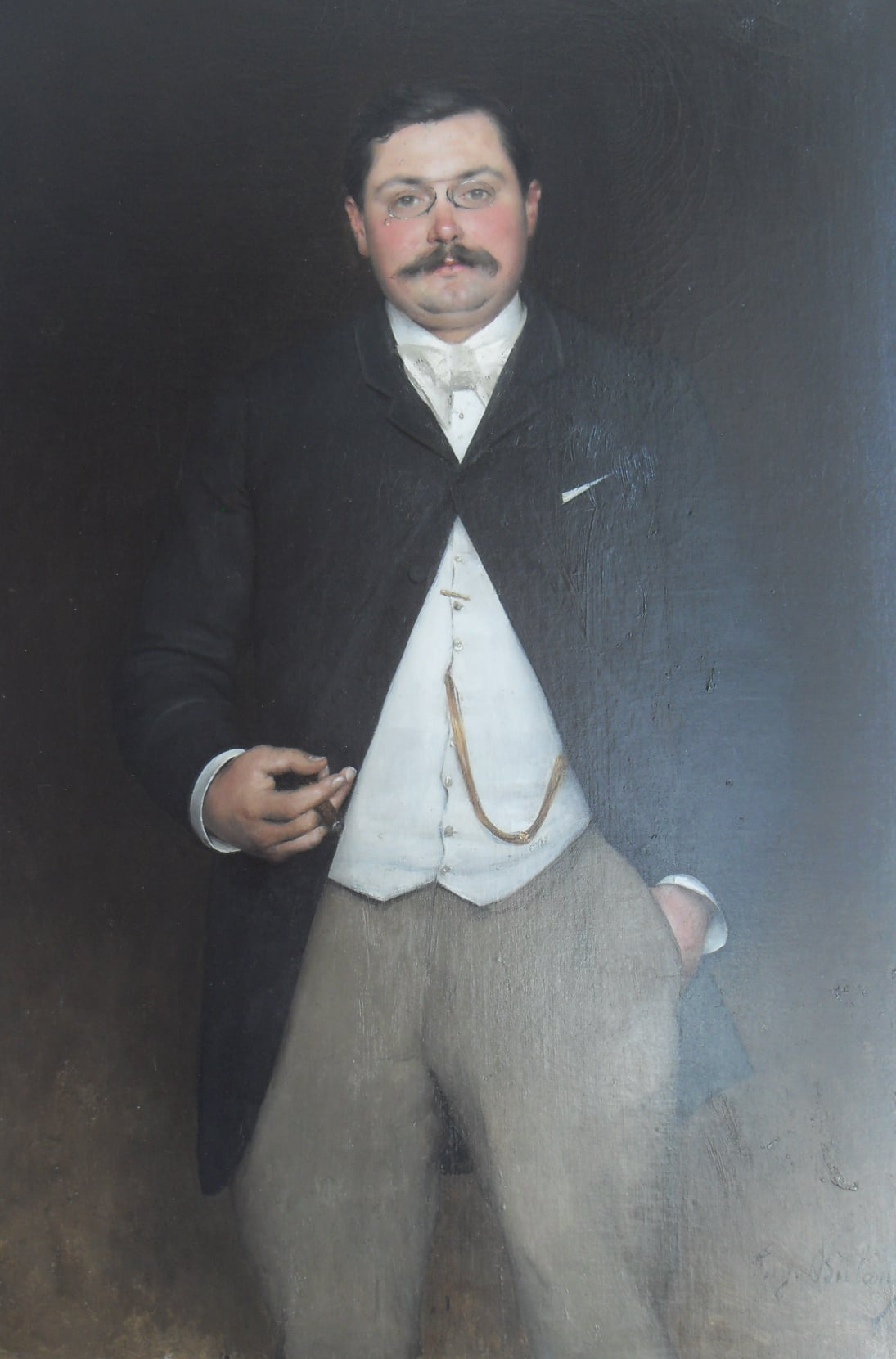
Portrait d' Émile Morlot, mairie de Charly-sur-Marne

### Sources
- Dossier de Légion d'honneur de Jean-Eugène Buland sur la base Léonore.
- Jules Martin, Nos peintres et sculpteurs, graveurs, dessinateurs : portraits et biographies suivis d'une notice sur les Salons français depuis 1673, Paris : E. Flammarion, 1897, p. 83 (en ligne).